# Jadraque
Jadraque – gmina w Hiszpanii, w prowincji Guadalajara, w Kastylii-La Mancha, o powierzchni 38,91 km². W 2011 roku gmina liczyła 1662 mieszkańców.